# Chuối Blue Java

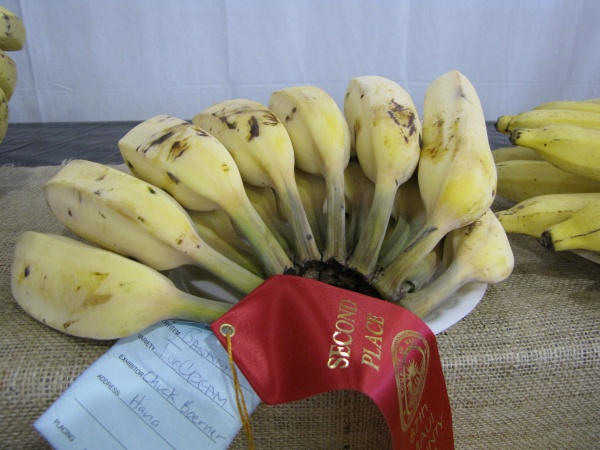
Những quả chuối chín mọng tại Hội chợ Hạt Maui, Kahului, Maui, Hawaii.

Chuối xanh Java ở Maui, Hawaii.

Chuối Blue Java (còn gọi là chuối xanh, chuối kem, chuối Hawaii, Ney Mannan, Krie, hoặc Cenizo) là một loại chuối có thân chắc khỏe, chịu được điều kiện nhiệt độ lạnh với mùi thơm ngọt ngào được mô tả khá giống kem lạnh và vani.

## Phân loại và danh pháp
Chuối Blue Java là giống lai tam bội (ABB) giữa chuối hạt Musa balbisiana và Musa acuminata.
Danh pháp của chúng là Musa acuminata × balbisiana (ABB Group) 'Blue Java'.
Danh pháp đồng nghĩa bao gồm:
- Musa acuminata × balbisiana (ABB Group) 'Kem'

Tại Hawaii, chúng được gọi là 'chuối kem' và ở Fiji là 'Chuối Hawaii'. Chúng còn có tên riêng là 'Krie' ở Philippines và 'Cenizo' ở Trung Mỹ.

## Mô tả
Những cây chuối có thể đạt chiều cao trung bình từ 4,5 đến 6 mét (15–20 ft). Chúng có khả năng chịu lạnh ở miền ôn đới giống như các giống thuộc nhóm tam bội ABB do sức chịu đựng của thân cây và bộ rễ. Lá cây có màu lục bạc.
Buồng chuối có kích thước tương đối nhỏ từ bảy đến chín gang tay. Quả có kích thước trung bình từ 18 đến 23 cm (7-9 inch) và có màu xanh bạc đặc trưng khi chưa chín. Quả chuyển sang màu vàng nhạt khi chín, thịt quả có màu trắng kem. Loại chuối này nở hoa vào 15 đến 24 tháng sau khi trồng và có thể thu hoạch sau 115 đến 150 ngày.

## Công dụng
Chuối Blue Java là một giống chuối phổ biến, có thể ăn tươi hoặc nấu chín. Chúng được biết đến với hương thơm có vị sữa trứng giống vani. Loại quả này cũng rất thích hợp để ăn với kem.
Chúng cũng được ưa chuộng để trồng làm cây cảnh ở một số nơi và để làm cây bóng mát vì có màu xanh dương đặc trưng, kích thước lớn và chịu được môi trường khí hậu ôn đới.

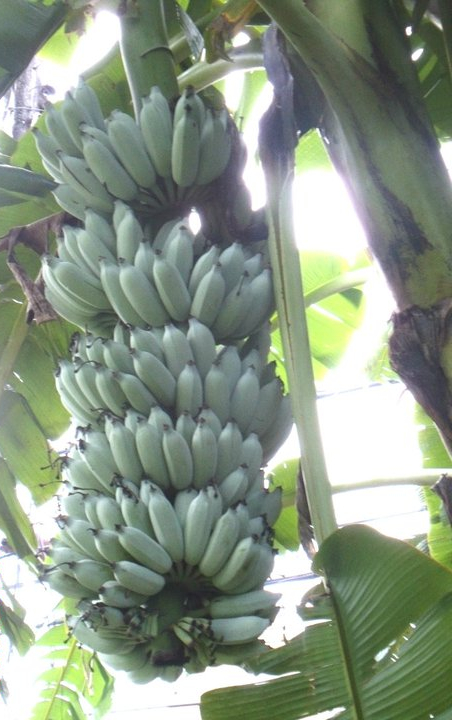

## Sâu bệnh

### Các loài gây hại phổ biến
- Sâu đục
- Châu chấu
- Tuyến trùng đốt rễ

### Bệnh thường gặp
- Bệnh Panama
- Sigatoka đen